# Yves Saint-Laurent
Yves Henri Donat Mathieu-Saint-Laurent (Oran, 1. kolovoza 1936. – Pariz, 1. lipnja 2008.) je bio francuski modni kreator i kostimograf.

## Život i karijera
Yves Saint-Laurent je mladost proveo u Alžiru. 
Godine 1954. preselio se u Pariz. S 19 godina počeo je raditi za Christiana Diora. Nakon Diorove smrti 1957., u svojoj 21. godini, Yves Saint-Laurent je preuzeo upravljanje tom modnom kućom. Pet godina kasnije napustio je Dior i, uz podršku partnera Pierrea Bergéa, utemeljio modnu kuću pod svojim imenom (Yves Saint-Laurent, često se krati u YSL).
Sredinom šezdesetih osmislio je luksuznu žensku prêt-à-porter liniju Saint-Laurent Rive gauche. Bila je to linija industrijski, masovno proizvedene dizajnerske odjeće, koja je bila dostupna u istoimenom lancu prodavaonica. Popularizirajući na taj način prêt-à-porter, pridonio je demokratiziranju mode, koja je postajala dostupnija širem krugu potrošača. Na vrhuncu uspjeha, sedamdesetih, dizajnirao je i odjeću za djecu, modne dodatke te ženske i muške parfeme.
Godine 1999. Gucci je otkupio brand YSL, i dok se Tom Ford bavio kolekcijom prêt-à-porter, Yves Saint-Laurent je dizajnirao liniju visoke mode. Modna kuća YSL službeno je zatvorena 2002. Premda više ne djeluje, brand i dalje postoji pod okriljem Guccija. Nakon povlačenja Toma Forda (2004.), liniju prêt-à-porter potpisuje Stefano Pilati.
Yves Saint-Laurent i Pierre Bergé otvorili su u Parizu Fundaciju Pierre Bergé - Yves Saint-Laurent (Fondation Pierre Bergé - Yves Saint-Laurent), pokroviteljsku i muzejsku ustanovu, koja pohranjuje 20.000 izložaka iz povijesti ove modne kuće.
Yves Saint-Laurent je prvi živući modni dizajner koji je počašćen velikom retrospektivom svojih radova u njujorškom muzeju The Metropolitan Museum of Art. Za svoj rad odlikovan je i ordenom Legije časti.

## Stil i moda
Yves Saint-Laurent je sa svojim jedinstvenim stilom, uz Coco Chanel, desetljećima bio simbol najprofinjenije, najmodernije i najinovativnije, kako ženske tako i muške elegancije. 
U žensku je garderobu unio neke dotad tipično muške odjevne predmete: blejzer, smoking, trenčkot, safari-jaknu.
Nerijetko se u svojim kreacijama nadahnjivao djelima umjetnika kao što su Picasso, Warhol, Mondrian. Svoje je kolekcije također obogaćivao afričkim, španjolskim, indijskim, marokanskim, ruskim folklornim motivima.
Uz modni dizajn, Yves Saint-Laurent bavio se i filmskom i kazališnom kostimografijom.

## Citati
»Ništa nije ljepše od nagog tijela. Najljepše čime se žena može zaodjenuti jesu ruke voljenog muškarca. No, za one koje nemaju tu sreću, tu sam ja.«

## Vanjske poveznice
- (engl.) Yves Saint-Laurent (Encyclopædia Britannica)
- (engl.) (fr.) Fundacija Yves Saint-Laurent – Pierre Bergé.
- (fr.) (engl.) (šp.) (tal.) YSL, službene stranice
- (engl.) Yves Saint-Laurent na IMDb-u